# Fabio Dal Zotto
Fabio Dal Zotto (* 17. Juli 1957 in Vicenza) ist ein ehemaliger italienischer Florettfechter und Olympiasieger.

## Erfolge
Fabio Dal Zotto wurde mit der Mannschaft dreimal Vizeweltmeister: 1977 in Buenos Aires, 1979 in Melbourne und 1981 in Clermont-Ferrand. Im Einzel gewann er 1979 zudem die Bronzemedaille. Bei den Olympischen Spielen 1976 in Montreal erreichte er im Einzel das Finale, in dem er Alexander Romankow bezwang und Olympiasieger wurde. Mit der Florett-Mannschaft unterlag er im Gefecht um Gold der Equipe der Bundesrepublik Deutschland. Dal Zotto war außerdem Teil der Degen-Equipe, die im Viertelfinale ebenfalls an Deutschland scheiterte.
Sein Cousin Andrea Borella war ebenfalls olympischer Fechter.